# Circuit intégré
Pour les articles homonymes, voir CI et Intégration.
Le circuit intégré (CI), aussi appelé puce électronique, est un composant électronique, basé sur un semi-conducteur, reproduisant une ou plusieurs fonctions électroniques plus ou moins complexes, intégrant souvent plusieurs types de composants électroniques de base dans un volume réduit (sur une petite plaque), rendant le circuit facile à mettre en œuvre.
Il existe une très grande variété de ces composants divisés en deux grandes catégories : analogique et numérique.

## Historique
En 1958, l’Américain Jack Kilby invente le premier circuit intégré, jetant ainsi les bases du matériel informatique moderne. Jack Kilby, qui venait de rejoindre la compagnie, a fait cette découverte alors que ses collègues profitaient de vacances organisées par Texas Instruments. À l'époque, Kilby avait tout simplement relié entre eux différents transistors en les câblant à la main. Il ne faudra par la suite que quelques mois pour passer du stade de prototype à la production de masse de puces en silicium contenant plusieurs transistors. Ces ensembles de transistors interconnectés en circuits microscopiques dans un même bloc, permettaient la réalisation de mémoires, ainsi que d'unités logiques et arithmétiques. Ce concept révolutionnaire concentrait dans un volume incroyablement réduit, un maximum de fonctions logiques, auxquelles l'extérieur accédait à travers des connexions réparties à la périphérie du circuit. Le brevet est finalement accordé à Texas Instrument en 1964. Cette découverte a valu à Kilby le prix Nobel de physique en 2000, alors que ce dernier siégeait toujours au directoire de Texas Instruments et détenait plus de soixante brevets à son nom.

### Premières utilisations
Le programme de missiles balistiques Minuteman II a été essentiel au développement économique de l'industrie du circuit intégré. C'est le premier objet produit en série qui intégrait un ordinateur conçu à partir de ceux-ci (le D-37C d'Autonetics), il a d'ailleurs été le seul consommateur de ce type d'ordinateur de 1962 à 1967. L'ordinateur comprenait des circuits fabriqués par Texas Instruments de types DTL et DL. Le seul autre ordinateur qui a fait appel à cette technologie est celui destiné à contrôler les missions Apollo, ordinateur qui avait des contraintes semblables du point de vue de la masse et de la fiabilité.

### Circuit intégré analogique
Les circuits intégrés analogiques les plus simples peuvent être de simples transistors encapsulés les uns à côté des autres sans liaison entre eux, jusqu'à des assemblages complexes pouvant réunir toutes les fonctions requises pour le fonctionnement d'un appareil dont il est le seul composant.
Les amplificateurs opérationnels sont des représentants de moyenne complexité de cette grande famille où l'on retrouve aussi des composants réservés à l'électronique haute fréquence et de télécommunication. De nombreuses applications analogiques sont à base d'amplificateurs opérationnels.

### Circuit intégré numérique
Les circuits intégrés numériques les plus simples sont des portes logiques (et, ou et non), les plus complexes sont les microprocesseurs et les plus denses sont les mémoires. On trouve de nombreux circuits intégrés dédiés à des applications spécifiques (ou ASIC pour Application-specific integrated circuit), notamment pour le traitement du signal (traitement d'image, compression vidéo…) on parle alors de processeur de signal numérique (ou DSP pour Digital Signal Processor). Une famille importante de circuits intégrés est celle des composants de logique programmable (FPGA, CPLD). Ces composants sont amenés à remplacer les portes logiques simples en raison de leur grande densité d'intégration.

## Développement

### Années 1960
Les années 1960 sont une période de fort développement de la production de circuits intégrés. Les prix des circuits baissent rapidement après 1965, dans le sillage de celui du silicium, ce qui fait la part de main-d'œuvre augmente dans leurs prix. Chez le néerlandais Philips, leader européen, les ventes de germanium ont diminué mais le développement des circuits intégrés en silicium a permis à une production de masse de démarrer. Il fonde en juillet 1966 une société commune avec cinq horlogers suisses pour la fabrication de circuits intégrés et couple son usine néerlandaise de Nimègue à celle de Millbrook, en banlieue de Southampton, dans l'estuaire de la Tamise. En 1966 et 1967, c'est la plus grande usine de semi-conducteurs d'Europe, avec 3000 salariés,. Mais il affronte rapidement la concurrence des Américains Texas Instruments, Fairchild Semiconductor et Motorola, qui en contrôlent près de la moitié en 1967, causant une baisse moyenne des prix de 20 % par an, certains circuits intégrés ayant même baissé de 50 % de juillet 1967 à juillet 1968.
Au cours de l'année 1969, peu à peu la tendance s'inverse et finalement "la pénurie est générale" dans tous les pays:  les prix "ne baissent plus", car  les acheteurs, "de crainte d'être démunis, doublent systématiquement leurs commandes" au cours de l'hiver 1969-1970. La production française de composants électroniques, de moindre qualité qu'aux USA cependant, augmente même de 25% sur l'année 1969 contre 7% au cours en moyenne par an au cours des trois années précédentes.
Vers la fin de l'année 1970, "la situation se renverse", car les acheteurs "procèdent au déstockage" des circuits achetés, qui sont en pleine évolution, ce qui fait que "la demande s'arrête brusquement lorsque l'offre est sur le point de répondre à l'appétit passé". Chez Motorola-Toulouse, l'usine toute neuve réduit son effectif car "le prix des circuits intégrés passe, pour une série ordinaire, de 3 francs à 1,20 francs.

## Composition

### Boîtier

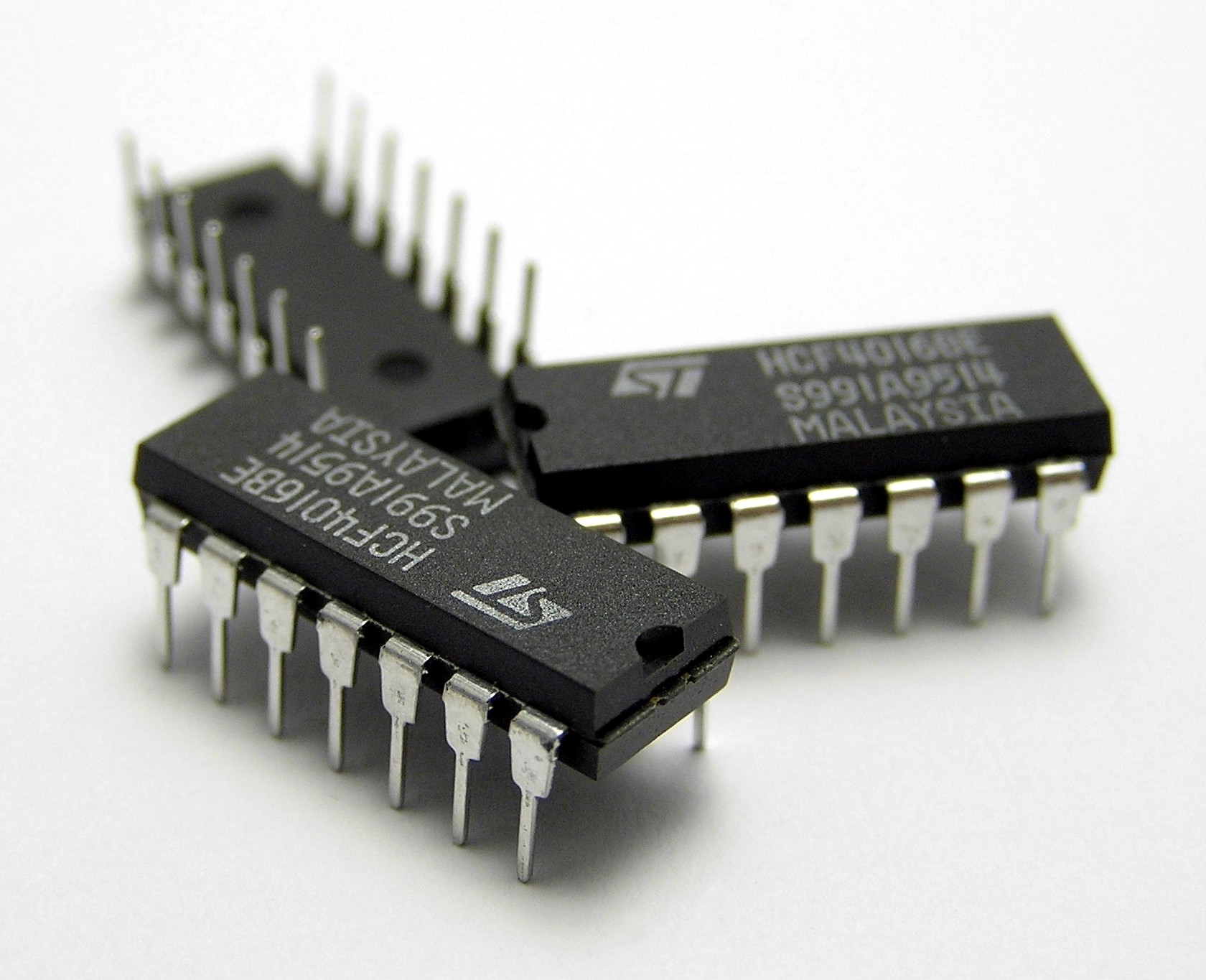
Circuits intégrés boîtier DIP.

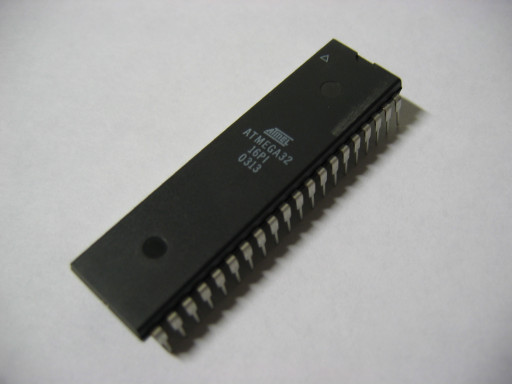
Un microcontrôleur boîtier DIP.

Les circuits intégrés sont généralement protégés dans un boîtier en plastique (parfois céramique) rectangulaire, noirs. Les circuits intégrés « classiques » sont équipés sur deux côtés opposés de broches de connexion (appelées aussi « pattes » ou « pins ») permettant d'établir les connexions électriques avec l'extérieur du boîtier. Ces composants sont brasés avec de l'étain, (« soudé » étant un terme impropre) sur un circuit imprimé, ou enfichés, à des fins de démontage, dans des supports eux-mêmes brasés sur un circuit imprimé. Avec les besoins de miniaturisation, les broches ont été réduites à de simples surfaces de connexion à même le boîtier, permettant un montage en surface du circuit imprimé (boîtiers CMS).
Sur le boîtier peuvent être imprimés : le logo du fabricant, une référence qui permet d'identifier le composant, un code correspondant à des variantes ou révisions, la date de fabrication (quatre chiffres codés AASS : année et semaine). Les progrès de l'intégration sont tels que les circuits intégrés peuvent devenir très petits. Leur taille ne dépend plus guère que de la capacité du boîtier à dissiper la chaleur produite par effet Joule et, bien souvent du nombre, de la taille des broches de sortie du circuit ainsi que de leur espacement.
Différents types de boîtiers permettent d'adapter le circuit intégré à son environnement de destination.
- Le format le plus ancien a pour nom Dual Inline Package (DIP ou DIL) qui se traduit sommairement par « boîtier avec deux lignes ».
- La miniaturisation aidant, les circuits dits de surface ont fait leur apparition : le format SO.

Bien d'autres types existent :

### Die

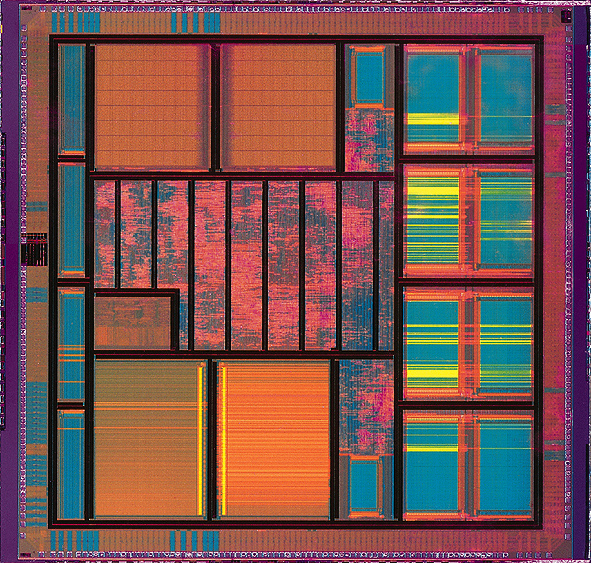
Un en de circuit intégré VLSI.

Le die est la partie élémentaire, de forme rectangulaire, reproduite à l’identique à l’aide d’une matrice sur une tranche de silicium en cours de fabrication. Il correspond à un circuit intégré qui sera ensuite découpé et que l’on appellera une puce avant qu’elle ne soit encapsulée pour donner un circuit intégré complet, prêt à être monté sur une carte.
Le die d'un circuit intégré comprend sous des formes miniaturisées principalement des transistors, des diodes, des résistances, des condensateurs, plus rarement des inductances, car elles sont plus difficilement miniaturisables.

## Échelle d'intégration
L'échelle d'intégration (en anglais : scale integration) définit le nombre de portes logiques par boîtier :
| Nom  | Signification                 | Année de sortie | Nombre de transistors | Nombre de portes logiques par boîtier |
| ---- | ----------------------------- | --------------- | --------------------- | ------------------------------------- |
| SSI  | small-scale integration       | 1964            | 1 à 10                | 1 à 12                                |
| MSI  | medium-scale integration      | 1968            | 10 à 500              | 13 à 99                               |
| LSI  | large-scale integration       | 1971            | 500 à 20 000          | 100 à 9 999                           |
| VLSI | very large-scale integration  | 1980            | 20 000 à 1 000 000    | 10 000 à 99 999                       |
| ULSI | ultra large-scale integration | 1984            | 1 000 000 et plus     | 100 000 et plus                       |

Ces distinctions ont peu à peu perdu de leur utilité avec la  croissance exponentielle des nombres de portes. Aujourd'hui, plusieurs centaines de millions de transistors (plusieurs dizaines de millions de portes) représentent un nombre normal (pour un microprocesseur ou un circuit intégré graphique haut de gamme). Afin de parvenir à de tels niveaux d'intégrations, un flot de conception complexe est utilisé.

## Technique de fabrication la plus courante

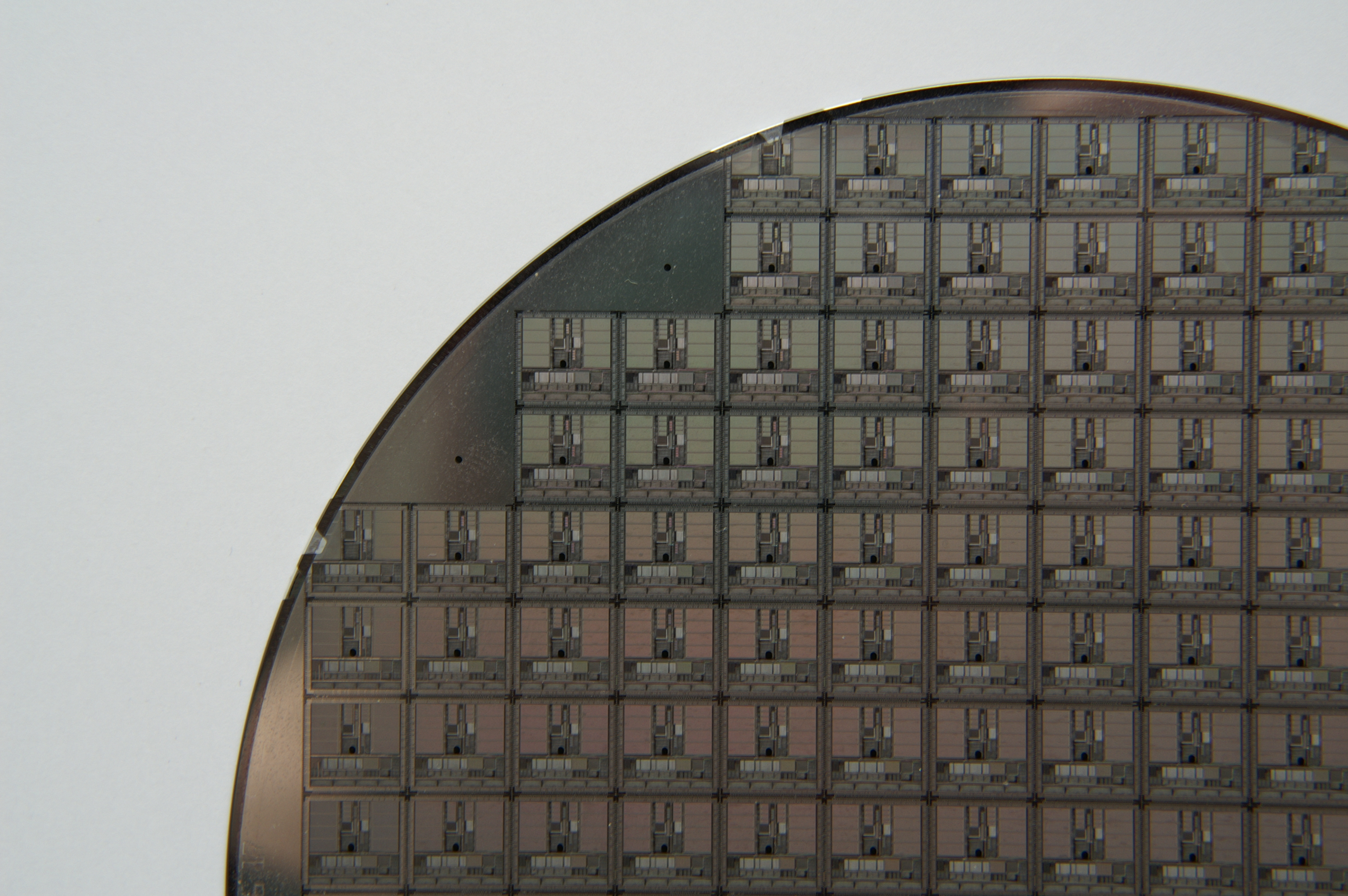
Des microprocesseurs sur la tranche de silicium (en) qui sert à leur fabrication.

La fabrication d'un circuit intégré est un procédé complexe dont la tendance est à se compliquer de plus en plus.
- Le motif de base est le transistor, ce sont ensuite les interconnexions métalliques entre les transistors qui réalisent la fonction particulière du circuit.
- L'aluminium est souvent employé dans ce but, mais une technologie plus performante permet l'emploi du cuivre, qui conduit mieux l’électricité et la chaleur.
- On utilise parfois du silicium polycristallin, également conducteur, notamment pour la grille du transistor.

### Matière première
La matière première de base habituellement utilisée pour fabriquer les circuits intégrés est le silicium, néanmoins, d'autres matériaux sont parfois employés, comme le germanium ou l'arséniure de gallium.
Le silicium est employé depuis la découverte de l'effet transistor en 1947 par les chercheurs des Laboratoires Bell qui reçoivent le prix Nobel de physique en 1956 pour cette découverte.
Le silicium est un semi-conducteur dans sa forme monocristalline. Ce matériau doit être pur à 99,99 %.
On fabrique d'abord un barreau cylindrique de silicium en le cristallisant très lentement. Ce barreau est ensuite découpé pour être utilisé sous forme de galettes de 100 à 800 μm d'épaisseur et ayant jusqu'à 300 mm de diamètre, appelé wafer (galette, en anglais). Un wafer va supporter de nombreux circuits intégrés.

### Photolithogravure
La photolithographie, désigne l'ensemble des opérations permettant de délimiter l'extension latérale des matériaux sur la surface d'un substrat semi-conducteur, dont la structure est plus ou moins bidimensionnelle car basée sur l'empilement de couches à la surface d'une plaquette de silicium. Les motifs deviendront par la suite les différentes zones actives des composants électroniques (exemples : contact, drain) ou les jonctions entre ces composants. Ce procédé est actuellement le plus répandu.

#### Étapes de fabrication

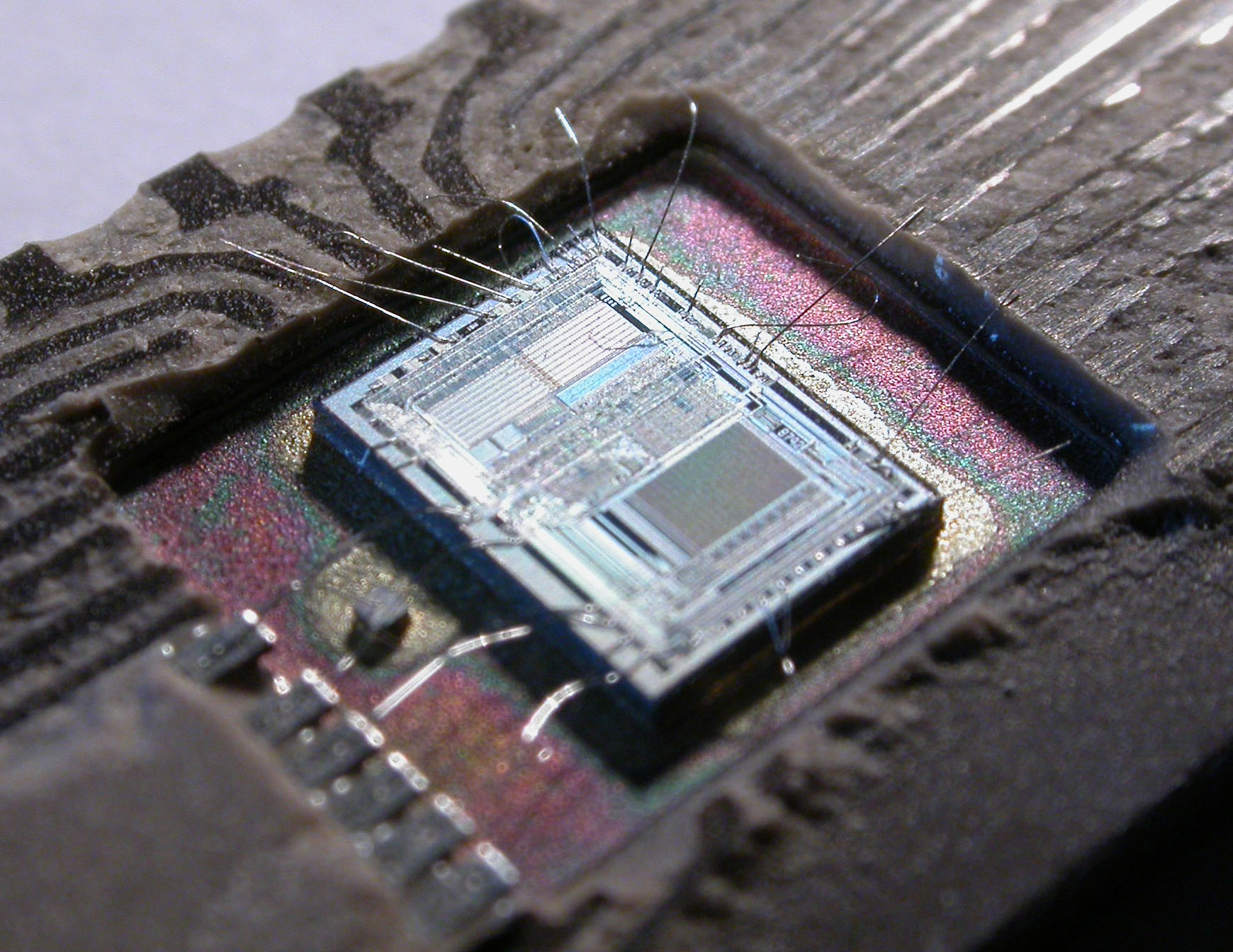
Le circuit intégré d'une puce Intel 8742.

Le nombre d'étapes de la fabrication des circuits intégrés a crû considérablement depuis vingt ans. Il peut atteindre plusieurs dizaines pour certaines productions spécialisées. Toutefois, on retrouve à peu près toujours la même série d'étapes :
- préparation de la couche : on expose le wafer à du dioxygène pur après chauffage pour fabriquer une couche d'oxyde (isolant) en surface, puis le wafer est recouvert d'un vernis photosensible ;
- transfert : on transfère le dessin du circuit à reproduire sur la surface photosensible à l'aide d'un masque, comme pour la peinture au pochoir, en l'exposant aux ultraviolets, (ou aux rayons X, pour les gravures les plus fines). Le vernis non soumis aux rayonnements est dissous grâce à un solvant spécifique ;
- gravure : l'oxyde de silicium est protégé par le vernis aux endroits exposés aux ultraviolets. Un agent corrosif va creuser la couche d'oxyde aux endroits non protégés ;
- dopage : on dissout ensuite le vernis exposé avec un autre solvant, et des ions métalliques, appelés dopants, sont introduits dans le silicium exposé là où l'oxyde a été creusé, afin de le rendre conducteur ;
- couche suivante : l'opération est renouvelée pour créer les couches successives du circuit intégré ou du microprocesseur (jusqu'à treize).

On détermine la qualité de la gravure selon le plus petit motif qu'il est possible de graver, en l'occurrence la largeur de la grille du transistor MOS :
- en 2004, les gravures les plus fines en production sont de 0,13 μm (ou 130 nm) et 90 nm ;
- en 2006, les gravures les plus fines en production sont de 60 et 30 nm ;
- en 2015, les gravures les plus fines en production sont de 14 nm ;
- en 2018, les gravures les plus fines en production sont de 10 et 7 nm[16] ;
- IBM a affirmé pouvoir graver en 5 nm, avec entrée en production en 2019/2020[17].

#### Phases finales
- On dépose une pellicule métallique aux endroits où le circuit devra être en contact avec les broches de sortie.
- Les circuits intégrés sont testés directement sur le wafer. Les puces défectueuses sont marquées (inking). Il s'agit de l’EWS.
- Le wafer est finalement découpé au moyen d'une scie circulaire au diamant d'une épaisseur de 0,02 mm ou via un procédé de découpe laser pour obtenir des die.
- Les puces ainsi obtenues sont insérées dans un boîtier individuel de protection et reliées aux broches qui vont leur permettre de communiquer avec l'extérieur.
- Des tests de validation sévères et individuels sont alors entrepris pour qualifier les microprocesseurs, en fréquence et en température. Chaque transistor peut être testé sur une dizaine de paramètres différents (tensions, courants, résistances, gains, capacités, temps de commutation, etc.)[4].

## Industrie
Les vingt plus importants fabricants de circuits intégrés en 2011 et leur part de marché sont (fonderies exclues) :
| Rang 2011                     | Rang 2010                     | Entreprise                    | Nationalité/localisation      | Chiffre d'affaires (millions de $ USD) | 2011/2010 (%) | Part de marché (%) |
| ----------------------------- | ----------------------------- | ----------------------------- | ----------------------------- | -------------------------------------- | ------------- | ------------------ |
| 1                             | 1                             | Intel Corporation(1)          | États-Unis                    | 49 685                                 | +23,0         | 15,9               |
| 2                             | 2                             | Samsung Electronics           | Corée du Sud                  | 29 242                                 | +3,0          | 9,3                |
| 3                             | 4                             | Texas Instruments(2)          | États-Unis                    | 14 081                                 | +8,4          | 4,5                |
| 4                             | 3                             | Toshiba Semiconductors        | Japon                         | 13 362                                 | +2,7          | 4,3                |
| 5                             | 5                             | Renesas Technology            | Japon                         | 11 153                                 | −6,2          | 3,6                |
| 6                             | 9                             | Qualcomm(3)                   | États-Unis                    | 10 080                                 | +39,9         | 3,2                |
| 7                             | 7                             | STMicroelectronics            | France Italie                 | 9 792                                  | −5,4          | 3,1                |
| 8                             | 6                             | Hynix                         | Corée du Sud                  | 8 911                                  | −14,2         | 2,8                |
| 9                             | 8                             | Micron Technology             | États-Unis                    | 7 344                                  | −17,3         | 2,3                |
| 10                            | 10                            | Broadcom                      | États-Unis                    | 7 153                                  | +7,0          | 2,3                |
| 11                            | 12                            | Advanced Micro Devices        | États-Unis                    | 6 483                                  | +2,2          | 2,1                |
| 12                            | 13                            | Infineon Technologies         | Allemagne                     | 5 403                                  | −14,5         | 1,7                |
| 13                            | 14                            | Sony                          | Japon                         | 5 153                                  | −1,4          | 1,6                |
| 14                            | 16                            | Freescale Semiconductor       | États-Unis                    | 4 465                                  | +2,5          | 1,4                |
| 15                            | 11                            | Elpida Memory                 | Japon                         | 3 854                                  | −40,2         | 1,2                |
| 16                            | 17                            | NXP                           | Pays-Bas                      | 3 838                                  | −4,7          | 1,2                |
| 17                            | 20                            | NVIDIA                        | États-Unis                    | 3 672                                  | +14,9         | 1,2                |
| 18                            | 18                            | Marvell Technology Group      | États-Unis                    | 3 448                                  | −4,4          | 1,1                |
| 19                            | 26                            | ON Semiconductor(4)           | États-Unis                    | 3 423                                  | +49,4         | 1,1                |
| 20                            | 15                            | Panasonic Corporation         | Japon                         | 3 365                                  | −32,0         | 1,1                |
| Top 20                        | Top 20                        | Top 20                        | Top 20                        | 203 907                                | 3,5           | 65,2               |
| Toutes les autres entreprises | Toutes les autres entreprises | Toutes les autres entreprises | Toutes les autres entreprises | 108 882                                | −1,1          | 34,8               |
| Total                         | Total                         | Total                         | Total                         | 312 789                                | 1,9           | 100,0              |

Notes :
- (1)Intel Corporation : acquisition de la division sans fil de Infineon Technologies ;
- (2)Texas Instruments : acquisition de National Semiconductor ;
- (3)Qualcomm : acquisition de Atheros Communications ;
- (4)ON Semiconductor : acquisition de Sanyo semiconductor division.

Les principales entreprises de production de circuits intégrés présentes en France sont :
- Altis Semiconductor (Corbeil-Essonnes) ;
- Atmel (Saint-Quentin-en-Yvelines, Saint-Egrève) ;
- Freescale (Toulouse, Paris) ;
- Ipdia (Caen) ;
- LFoundry (Rousset, ex-Atmel) ;
- MHS Electronics (Nantes, ex-Atmel)[19] ;
- NXP (Rennes, Sophia-Antipolis, Le Mans) ;
- ON Semiconductor (Toulouse) ;
- STMicroelectronics (Grenoble, Crolles, Tours, Rousset, Rennes, Paris) ;
- Soitec (Bernin). Soitec n'est pas à proprement parler une entreprise de composants, elle produit le substrat en SOI qui permet la fabrication de certains de ces composants.

## Écologie
Il faut une quantité considérable de matière première pour fabriquer une puce électronique : le sac à dos écologique (qui représente la quantité de matières premières nécessaires à la fabrication du produit) d'une puce électronique de 0,09 g est de 20 kg.